# Baía de Tânger

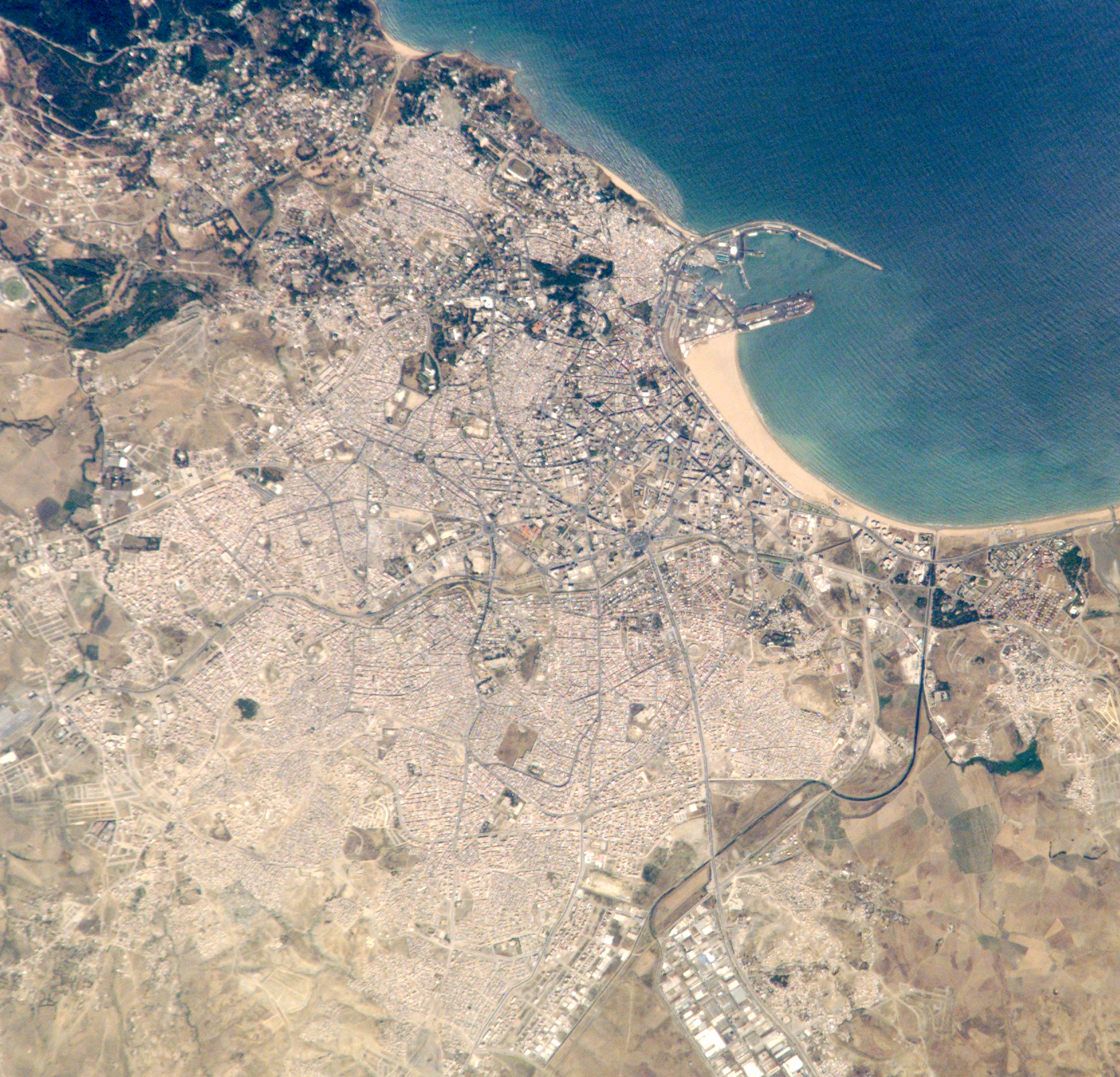
Baía de Tânger, na parte superior direita da imagem de satélite

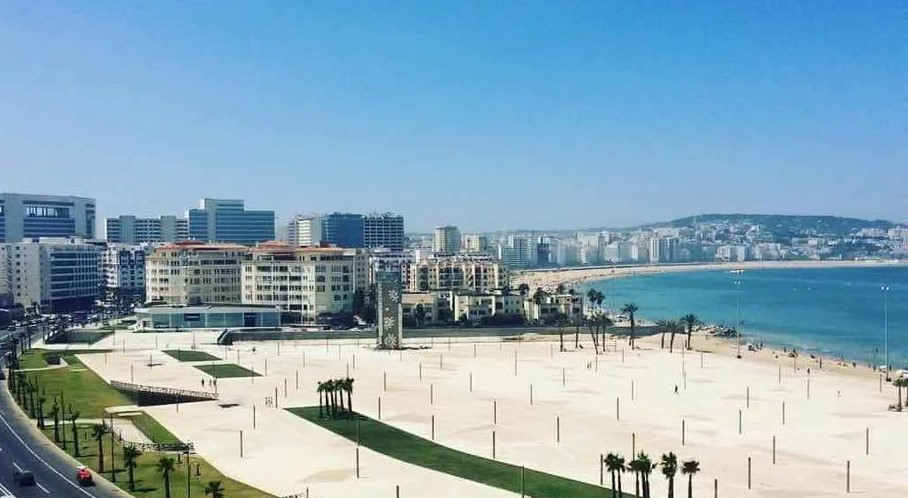
Vista do porto de Tânger e da avenida marginal, com a almedina (centro histórico) ao fundo

A Baía de Tânger (em árabe: خليج طنجة : ) é uma baía que se estende em frente a Tânger, no norte de Marrocos e nas proximidades do estreito de Gibraltar. Os seus limites são definidos pelo cabo Espartel, a oeste, e o cabo Malabata, a leste.
A avenida de Espanha, que corre ao longo da baía, é famosa pelos seu hotéis.